# Memeler Kleinbahn
| Memeler Kleinbahn     | Memeler Kleinbahn   |
| --------------------- | ------------------- |
| Bahnhof der Kleinbahn |                     |
| Spurweite:            | 1000 mm (Meterspur) |
|                       |                     |

Die Memeler Kleinbahn AG wurde am 15. März 1904 durch das Königreich Preußen, die Provinz Ostpreußen, den Kreis Memel und die Nordischen Elektrizitäts- und Stahlwerke AG gegründet. Im Laufe der Jahre erwarb die Stadt Memel sämtliche Aktien und wandelte am 16. Juli 1940 die Gesellschaft in die Städtischen Werke Memel um. Memel hatte damals 45.000 Einwohner.
Die Gesellschaft unterhielt eine elektrische Straßenbahn in der Stadt Memel sowie drei dampfbetriebene Kleinbahnstrecken in die Umgebung. Den Betrieb führte zunächst die Nordische Elektrizitäts- und Stahlwerke AG. Nachdem diese am 31. Januar 1907 in Konkurs gegangen war, übernahm die Ostdeutsche Eisenbahn-Gesellschaft in Königsberg diese Aufgabe.

## Straßenbahn

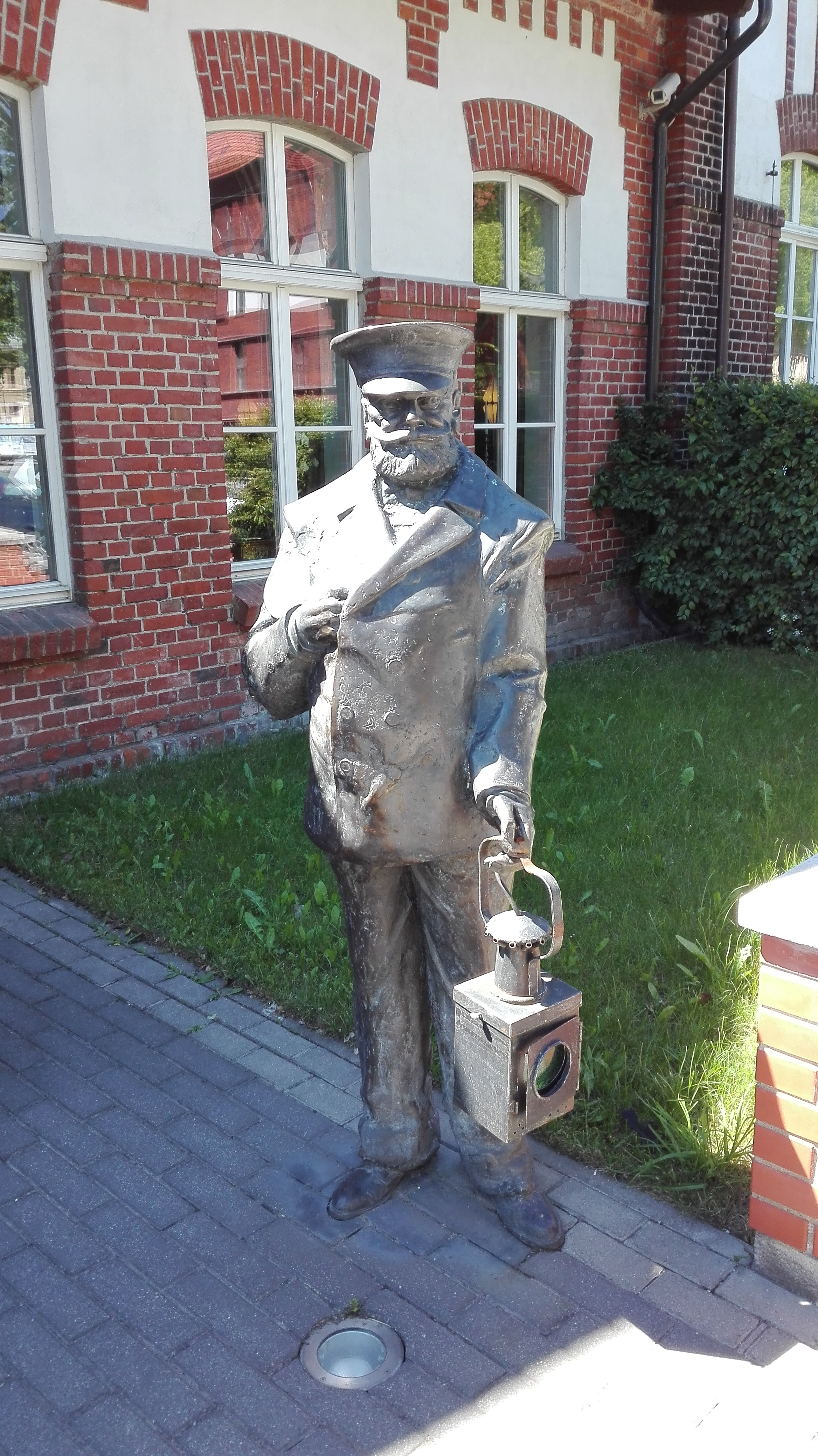
Denkmal am ehemaligen Bahnhof

Die meterspurige Straßenbahn wurde am 18. August 1904 eröffnet. Nach einer Erweiterung am 12. Dezember 1904 umfasste das Schienennetz zwölf Kilometer, auf dem zwei Linien verkehrten. Dafür standen zwölf Triebwagen und fünf Beiwagen zur Verfügung:
- 1  Memel Bahnhof – Börse – Königliche Schmelz
- 2  Memel Börse – Strandvilla (Leuchtturm)

Der Straßenbahnverkehr wurde 1934 – bereits nach dreißig Jahren – wieder eingestellt.

## Kleinbahn
Während die Straßenbahnstrecken von der Innenstadt nach Süden und Nordwesten an die Küste führten, erschlossen die Kleinbahnstrecken ab 22. Oktober 1906 das Hinterland bis zur russischen Grenze.
Ausgehend vom Kleinbahnhof Memel führte die 35 Kilometer lange „Hauptlinie“ in südöstlicher Richtung über Clemmenhof und Dawillen bis Pöszeiten. In Clemmenhof zweigte eine Linie nach Plicken (zehn Kilometer) und in Dawillen nach Laugallen (fünf Kilometer) jeweils in nördlicher Richtung ab.  Somit umfasste das Kleinbahnnetz 50 km. Hierfür waren fünf Dampflokomotiven, acht Personenwagen, drei Gepäckwagen und 78 Güterwagen vorhanden. Im Stadt- und Hafengebiet wurden zwei Elektrolokomotiven – teilweise auf Straßenbahngleisen – eingesetzt.
Der Kleinbahnhof befand sich unmittelbar südlich des Hauptbahnhofes an der Boyenstraße. Dieser war wie der damalige Hauptbahnhof als Kopfbahnhof angelegt, die Gleise führten in östlicher Richtung vom Bahnhof weg.

## Omnibus
Nach der Stilllegung der Straßenbahn ergänzte die Memeler Kleinbahn AG ihr Verkehrsangebot ab dem 2. Juni 1934 durch einen Omnibusbetrieb, der zu Beginn des Zweiten Weltkrieges 17 Omnibusse besaß. Damit wurden die beiden ehemaligen Straßenbahnlinien im Zwanzig-Minuten-Takt befahren. Ferner gab es fünf Überlandlinien.

## Bilder

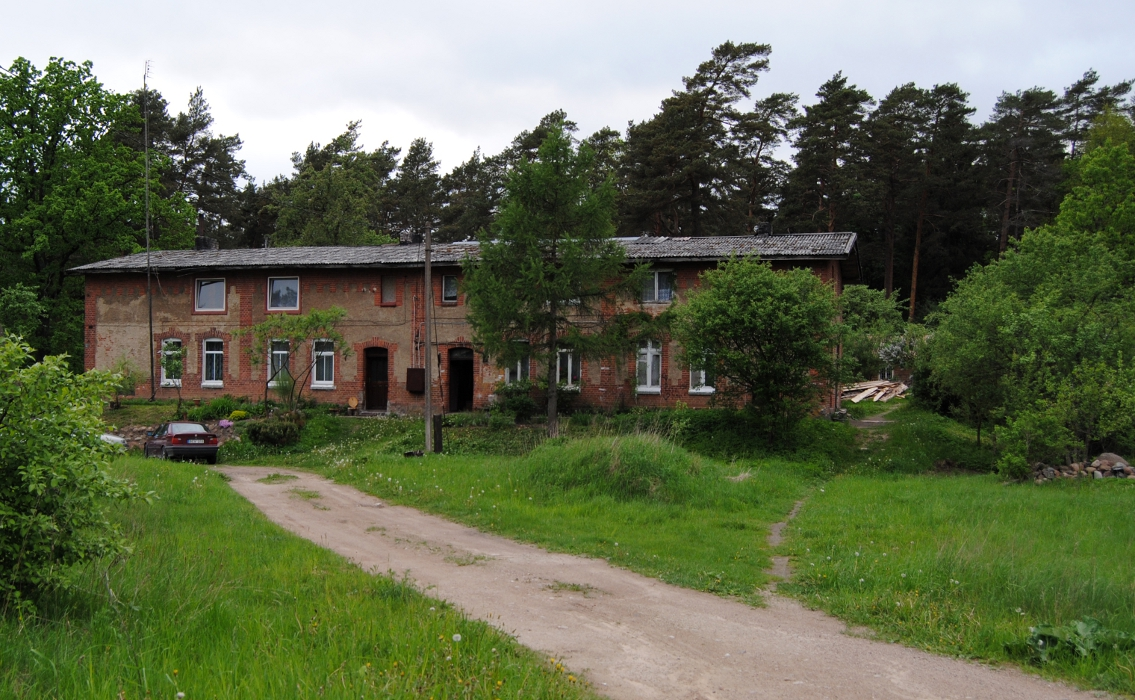
Ehemaliger Bahnhof der Memeler Kleinbahn in Pöszeiten
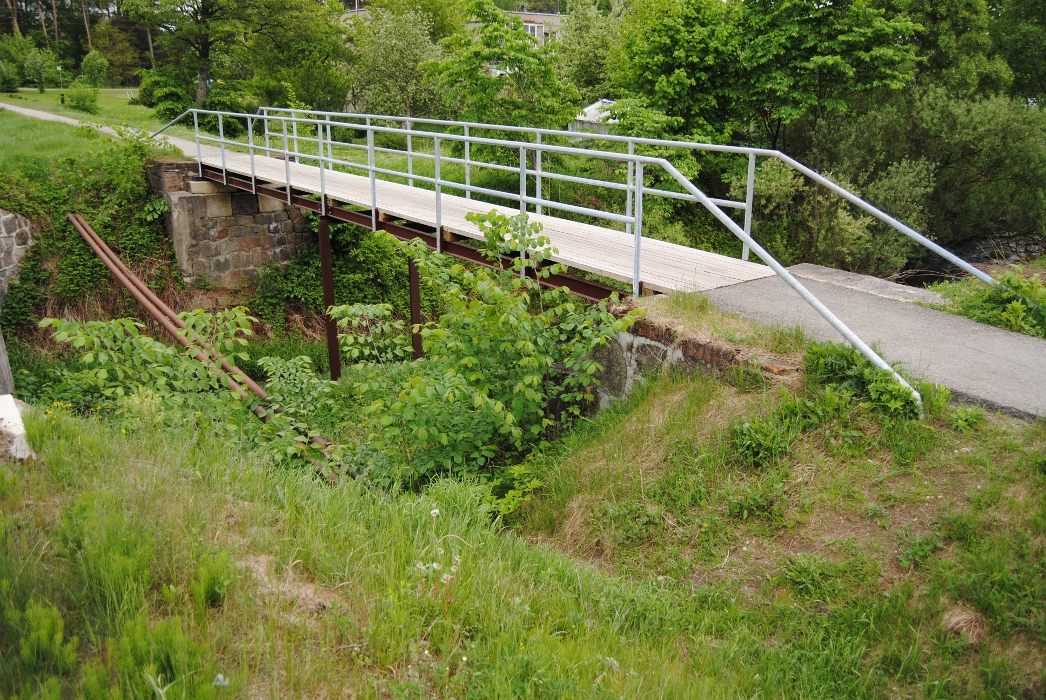
Ehemalige Kleinbahnbrücke in Pöszeiten
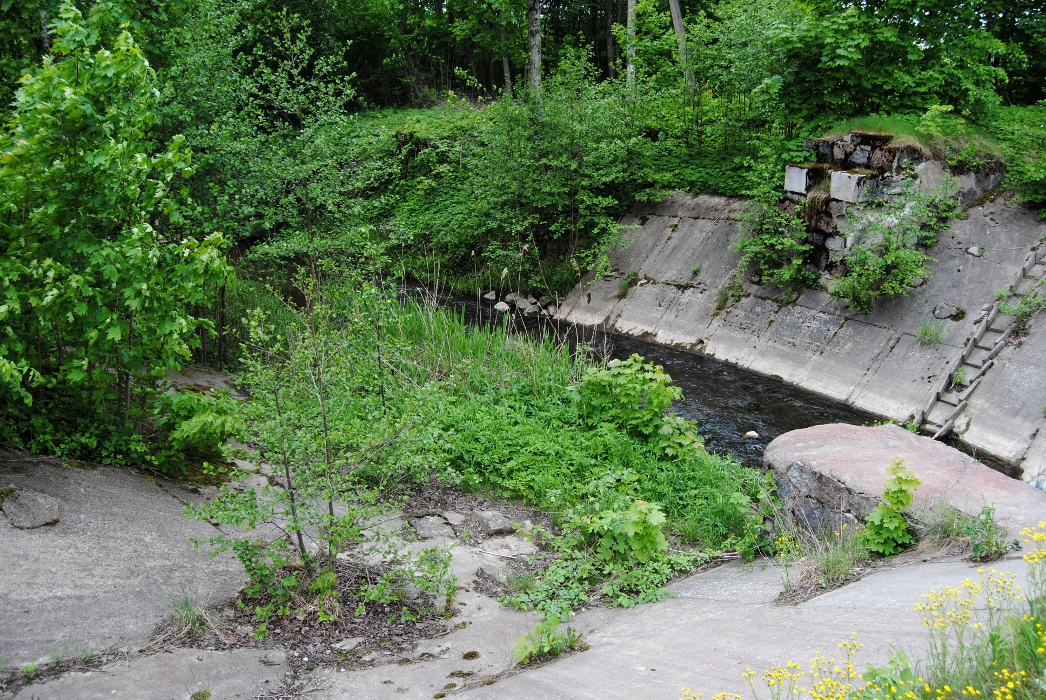
Überreste der Kleinbahnbrücke in der Nähe von Aglohnen